# Shehzad Tanweer
Shehzad Tanweer (ur. 15 grudnia 1982 w Bradford, zm. 7 lipca 2005 w Londynie) – jeden z czterech terrorystów, którzy dokonali udanego zamachu na londyńskie metro. Tanweer zdetonował bombę podczas podróży w kierunku wschodnim na linii Circle między Liverpool Street a Aldgate zabijając siebie i 7 osób.